# Gabinete de la Presidencia del Gobierno del Principado de Asturias
El Gabinete de la Presidencia del Gobierno del Principado de Asturias es el máximo órgano de asistencia política y técnica al servicio del presidente del Gobierno del Principado de Asturias.

## Funciones y competencias
El Gabinete ejercerá las siguientes funciones:
- Dirección y coordinación de la secretaría de despacho del Presidente del Principado de Asturias.
- Asesoramiento jurídico inmediato al Presidente en las materias sobre las que se le requiera.
- Análisis, evaluación y seguimiento de políticas públicas.
- Asistencia ordinaria al Presidente en las actividades de gabinete, despacho, documentación y relaciones con los ciudadanos.
- Coordinación y atención a las relaciones institucionales de la Presidencia con otras administraciones o instituciones.
- Coordinación y dirección de los actos institucionales, así como de las recepciones, reuniones y actos oficiales de la Presidencia.
- Asistencia ordinaria al Presidente del Principado de Asturias en las actividades de protocolo.

Para el apoyo al presidente del Gobierno, el Gabinete de la Presidencia tiene, además, una Oficina de Comunicación con las siguientes competencias:
- Coordinación de las publicaciones oficiales, acciones de comunicación, publicidad e información institucional promovidas por el Gobierno, por sus Consejerías o sus órganos dependientes y adscritos, para lo cual recibirá la colaboración de las distintas Consejerías.
- Cobertura informativa de las acciones del Principado de Asturias en los distintos medios de comunicación social.
- Coordinación de los Gabinetes de las Consejerías y de los responsables de comunicación y prensa de los organismos dependientes de estas, en colaboración con la Portavocía del Gobierno.

## Estructura
De acuerdo con lo previsto en el artículo 9.4 de la Ley del Principado de Asturias 2/2023, de 15 de marzo, de Empleo Público, se nombran los miembros del Gabinete que tienen la categoría de alto cargo.
| Titular                              | Rango                                                                     |
| ------------------------------------ | ------------------------------------------------------------------------- |
| Manuel Ángel Granda Díaz de la Campa | Jefe de Gabinete                                                          |
| Juan Aguado Martínez                 | Personal de Gabinete                                                      |
| Juan Alfaro Iglesias                 | Personal de Gabinete                                                      |
| Ana María Alonso Prado               | Personal de Gabinete                                                      |
| Cecilia García López                 | Personal de Gabinete                                                      |
| Vicente Hoyos Montero                | Personal de Gabinete                                                      |
| Aránzazu Del Río Álvarez             | Personal de Gabinete                                                      |
| Carlos Rodríguez Sánchez             | Personal de Gabinete                                                      |
| María del Mar Ruiz Peña              | Personal de Gabinete                                                      |
| Sofía Clara Soto González            | Personal de Gabinete                                                      |
| Víctor Suárez Piñero                 | Gabinete de la Viceconsejería de Cultura, Política Llingüística y Deporte |
| José Manuel Álvarez Piñeiro          | Director de Oficina                                                       |
| Armando Álvarez Álvarez              | Personal de Gabinete                                                      |
| María Alexia Expósito Martín         | Personal de Gabinete                                                      |
| Laura Iglesias Fernández             | Personal de Gabinete                                                      |
| María Luisa Meana Busto              | Personal de Gabinete                                                      |
| María Pantiga Rodríguez              | Personal de Gabinete                                                      |
| Idoya Rey Menéndez                   | Personal de Gabinete                                                      |
| Victoria Rodríguez Vigil             | Personal de Gabinete                                                      |